# Хиталишвили, Захар Соломонович
 Заха́р Соломо́нович Хиталишви́ли (1 сентября 1923 — 21 октября 1986) — участник Великой Отечественной войны, командир эскадрильи, Герой Советского Союза.

## Биография
Родился 1 сентября 1923 года в селе Араниси ныне Душетского района Грузии в семье крестьянина. Грузин. Окончил 7 классов школы и аэроклуб в Тбилиси.
В 1940 году был мобилизован в Красную Армию. В 1941 году окончил Кировабадскую военную авиационную школу пилотов. В 1942 году вступил в ВКП(б). С 1941 года служил в боевых частях.
В звании капитана командовал эскадрильей 232-го штурмового авиационного полка 289-й штурмовой авиационной дивизии 7-го штурмового авиационного корпуса 8-й воздушной армии 4-го Украинский фронта.
К ноябрю 1943 года Хиталишвили совершил сто шесть успешных боевых вылетов, во время которых уничтожил на земле двадцать девять вражеских самолётов, шестьдесят девять танков, тридцать одну бронемашину и прочую боевую технику противника.
13 апреля 1944 года Указом Президиума Верховного Совета СССР «за образцовое выполнение боевых заданий командования на фронте борьбы с немецко-фашистским захватчиками и проявленные при этом мужество и героизм» капитану Хиталишвили З. С. было присвоено звание Героя Советского Союза и вручены орден Ленина и медаль «Золотая Звезда» за номером 1314.
После войны Хиталишвили продолжил служить в Военно-воздушных силах СССР. В 1947 году окончил Высшие курсы усовершенствования офицерского состава ВВС. Ушёл в запас в 1957 году в звании полковника. Проживал и работал в Тбилиси. Умер 21 октября 1986 года.

## Награды
- Герой Советского Союза;
- орден Ленина;
- два ордена Красного Знамени;
- орден Александра Невского;
- два ордена Отечественной войны 1-й степени;
- орден Трудового Красного Знамени;
- орден Красной Звезды;
- различные медали.

## Память
Полтавская телерадиокомпания «Лтава» сняла документальный фильм «…Больше, чем жизнь». Режиссёр и автор сценария — Наталья Иванченко, режиссёр и оператор — Дмитрий Стариков. Фильм посвящён жизни и боевому пути лётчика Захара Хиталишвили. На VI-м ялтинском кинофоруме фильм получил медаль Феллини.